# Georg Bucher (Freiheitskämpfer)

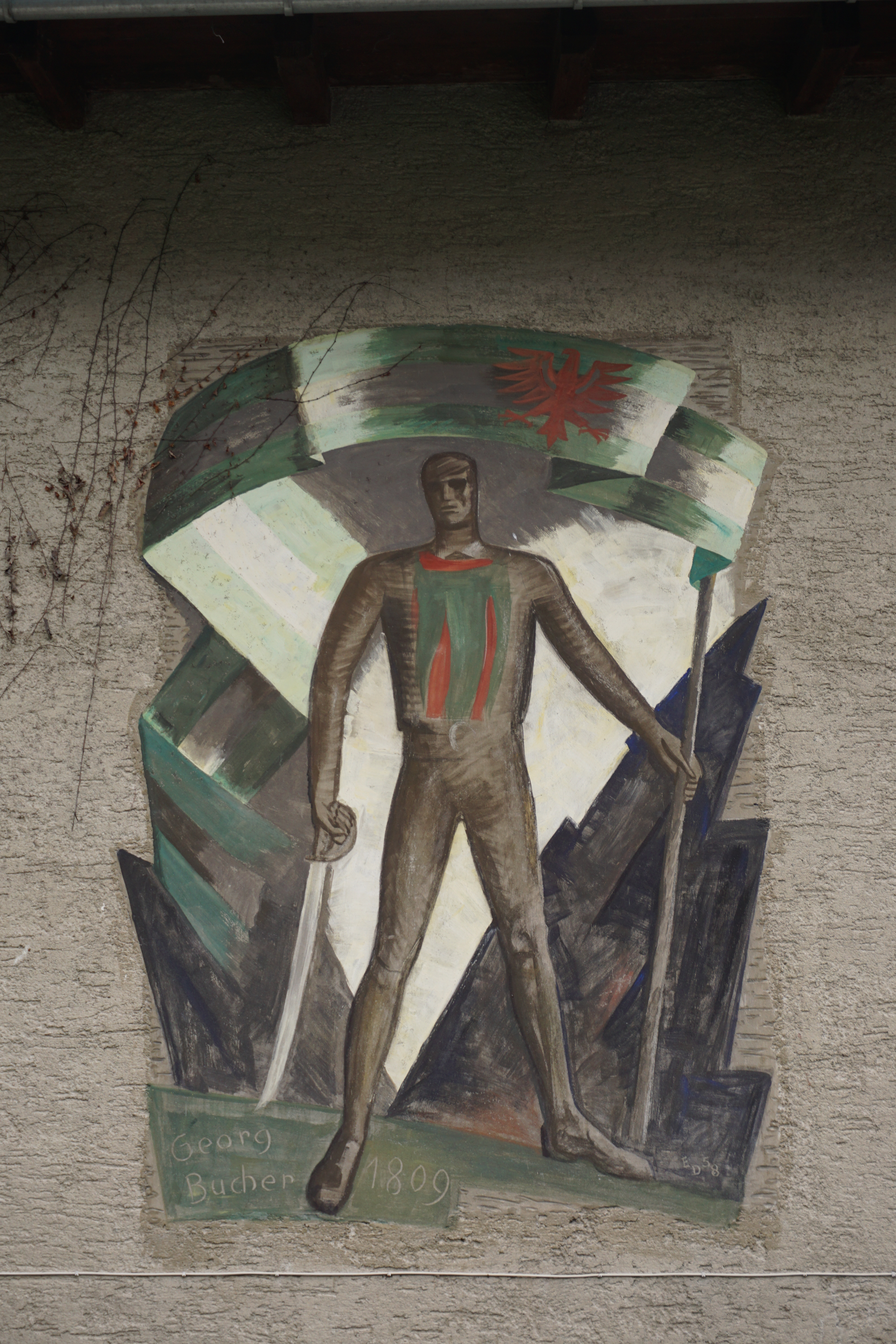
Georg Bucher als Freske auf einem Gebäude in Axams

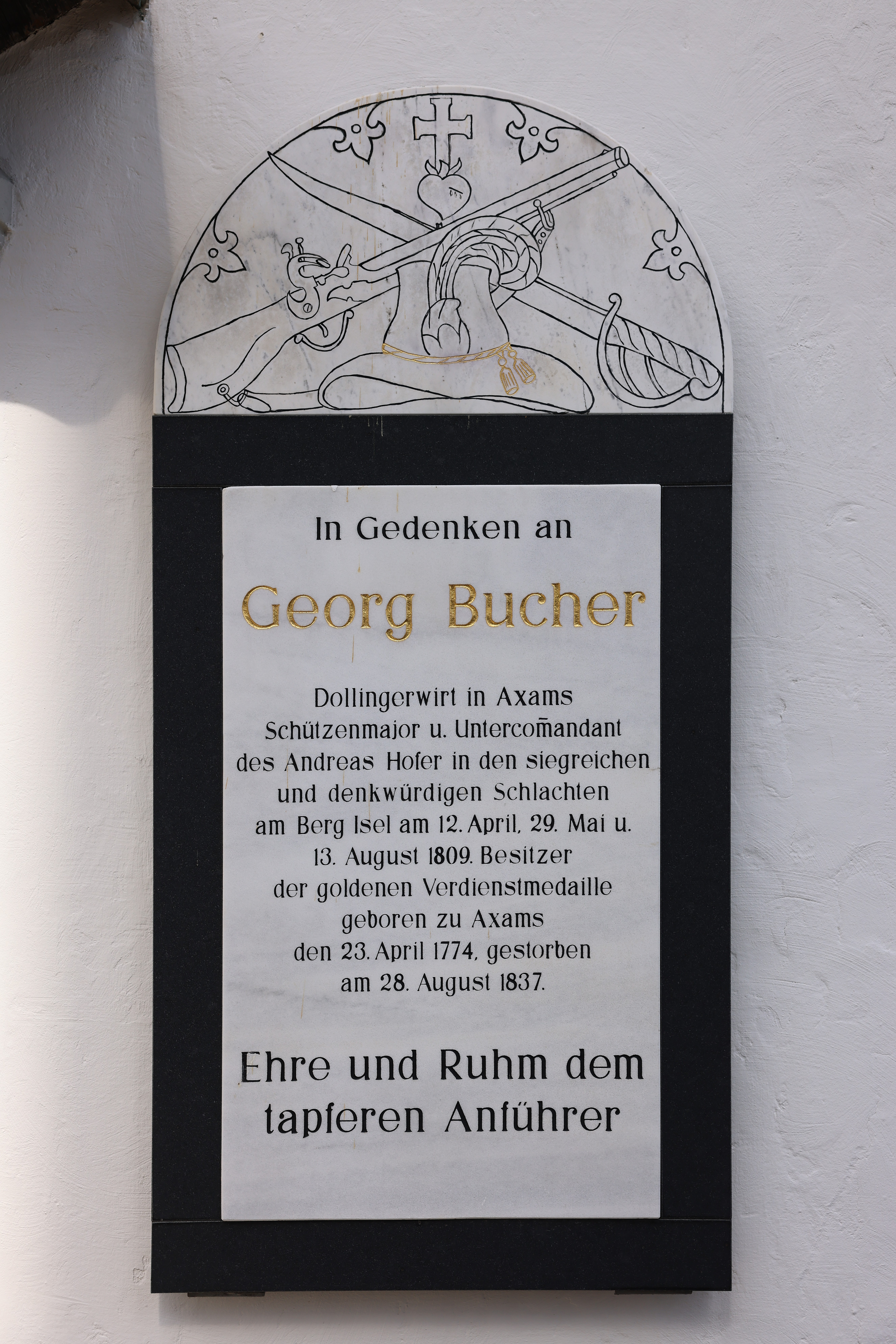
Gedenktafel im Friedhof Axams

Georg Bucher (* 23. April 1774 in Axams; † 18. August 1837 ebenda) war Hauptmann und Schützenmajor im so genannten Tiroler Freiheitskampf 1809. Er wurde Dollinger Jörgele genannt.
Während des Freiheitskampfes 1809 finanzierte er die Lieferung von Lebensmitteln für die kämpfende Tiroler Truppe, Eilbotengänger und Kundschafter, was ihn ein Vermögen kostete. Zudem musste er in seinem Gasthof Dollinger bayrische Truppen einquartieren und verpflegen. Seinen Einsatz würdigte das damalige Kaiserhaus Österreich mit einer Gnadengabe von 150 Gulden jährlich.

## Würdigung
- Nach Georg Bucher ist in Axams der westliche Teil der Hauptstraße benannt.
- Am Friedhof Axams ist eine Gedenktafel angebracht mit der Aufschrift: „Hier ruhet in Frieden Georg Bucher, Dollingerwirt in Axams, Schützenmajor und Untercommandant des Andreas Hofer in den siegreichen und denkwürdigen Schlachten am Berg Isel am 12. April, 29. Mai und 13. August 1809, Besitzer der goldenen Verdienstmedaille, geboren zu Axams den 23. April 1774, gestorben am 28. August 1837. Ehre und Ruhm dem tapferen Anführer! Errichtet vom Innsbrucker Veteranenvereine im Jahre 1897.“
- Nach Georg Bucher ist die Georg-Bucher-Schützenkompanie Axams benannt.